# エルネスト・メックリンガー
エルネスト・メックリンガー（Ernest Mecklinger）は、田中芳樹のSF小説（スペース・オペラ）『銀河英雄伝説』の登場人物。銀河帝国側の主要人物。 
作中での呼称は「メックリンガー」。

## 概要
ローエングラム陣営の主要提督で、後の「獅子の泉の七元帥」の一人。栄達した軍人と同時に優れた詩人・画家・音楽家でもあり、「文人提督」「芸術家提督」の異名を持つ。乗艦はクヴァシル（OVA）、ガンダルヴァ（Die Neue These）。 他の同僚提督の中では、ラインハルトの幕僚や軍政面で登場することが多く、艦隊司令を務める場合の直接描写が少ない（例えば回廊の戦いでは早期に軍を引かされてしまい戦闘自体がなく、終盤は幕僚総監としてラインハルトの近くにいた）。また、主要提督らの中では、古くからラインハルトと関わっていた人物であり（参謀長）、本伝以前を扱った外伝にも登場する。
本編での初登場はラインハルトの元帥府開設に伴う登用から（第1巻）。時系列上の初登場はクロプシュトック事件（外伝）である。物語初期からラインハルト麾下の主要提督として主だった出来事に関与し、物語最後まで活躍する。

## 部下
- レフォルト中将（後方総司令部参謀長）
- ビュンシェ中将（幕僚）
- シュトラウス大将（艦隊参謀長） ※OVA版
- ザイフェルト大尉（副官） ※OVA版

## 略歴
時系列上の初登場はクロプシュトック事件。ブラウンシュヴァイク公爵邸の警備担当であり、ラインハルトを職務質問する（これが彼との初対面ともなる）。ただし、OVA版ではクロプシュトック事件の時系列が変化し、警備担当もシュトライトに変更されている。
続く第4次ティアマト会戦においてはラインハルトの参謀長（准将）としてブリュンヒルトに搭乗する。だが、本編開始となるアスターテ会戦は、ラインハルトの失脚を目論む門閥貴族派らによって親交のある将校の多くが引き離されたと思しき状況であり、メックリンガーも例外なく別の任地にいた。
本編での初登場となる、ラインハルトの元帥府の開府において艦隊司令官（中将）として登用される。リップシュタット戦役後は大将に昇進し、統帥本部次長に就任。
第一次ラグナロック作戦以降は、軍事行動時の後方担当として帝国本土方面の主担当者となる。ローエングラム王朝成立後に上級大将に昇進。
回廊の戦いにおいては帝国方面軍として、旧同盟領方面軍のビッテンフェルトらと挟撃する策を立てられるが、ヤンの策謀によって進軍を取りやめてしまう。
ロイエンタールの叛乱においては、ウルヴァシー事件の再調査を行い、真相究明した上でグリルパルツァーを断罪する。また、幕僚総監の地位にあったヒルダが皇后となると、その地位を継ぎ、ブリュンヒルトに乗艦する（以後、物語終了まで同職にある）。
ラインハルトの死後は「獅子の泉の七元帥」の一人として元帥に任ぜられる。
後世に回顧録を残しており、作中でしばしばそれを引用される。また、原作におけるラインハルトの臨終の場面は「…かくて、ヴェルゼーデは聖なる墓となった」という彼の一文で締めくくられている。

## 能力
戦場全体を広い視野で見わたし、状況に応じて必要な兵力を配置・投入することで、着実な勝利をものにするという、戦略家タイプの提督。参謀や後方支援の能力にも長けているが、ラインハルトがいわゆる戦術・戦略面での参謀を必要とせず、オーベルシュタインのような謀略面での参謀を欲していたことから、元帥府開設の際は一個艦隊の司令官として招聘された。戦場での華々しい活躍はないものの、後方からの撹乱や支援などを担当し、戦略家ならではの艦隊司令として、味方の勝利に貢献している。ただし回廊の戦いでは、帝国本土からイゼルローン要塞への侵攻を命じられたものの、敵将のヤンによって優れた戦略家としての面を逆用され、戦わずして撤退してしまっている。このため旧同盟領から侵攻するビッテンフェルトらとイゼルローンを挟撃するという本来の作戦目的を果たせなかった。
情報分析能力に優れ、ウルヴァシー事件の際には、事件発生からロイエンタールの反乱に至る経緯の調査にあたった。その時、ミッターマイヤーの違和感の原因を的確に指摘している。また、回顧録からの引用という形で、ラインハルト、ロイエンタール、オーベルシュタイン、ラング、そして敵方であるヤン・ウェンリーなどに関する彼の評価がよく登場する。
軍官僚としての能力も高く評価されており、ロイエンタール反逆の際、軍務尚書のオーベルシュタイン更迭をラインハルトに進言したミッターマイヤーは、後任としてケスラーと共にメックリンガーの名を挙げている。

## 人物
芸術家提督の異名通り、音楽・絵画・文芸などに精通する人物。具体的には、ピアニスト、水彩画、散文詩人などとして既に名声を得ているとされており、それでいて上記の通り軍人としての才にも優れる。ラインハルト個人に対する評価・忠誠についても、彼自身を一つの優れた芸術作品と捉えている部分がしばしば描写される。普段の態度も温和な紳士として描写され、広い戦略眼を持って的確に分析するために同僚らからの信頼も高い。例外的にウルヴァシー事件再調査におけるグリルパルツァーの断罪や、シヴァ星域の会戦におけるビッテンフェルトに罵倒された際の返答、OVA版ではシヴァ星域の会戦でラインハルトの病因を不明と答えた医師団に胸ぐらをつかんで激昂するシーンといった感情の発露を見せることもある。
芸術家として既に栄達しているために、ヤンと同様「望んで軍人になったわけではない」とされている。ただし、軍人を志した経緯、その後も軍人を続けている理由については明確には描写されていない。原作（外伝）においては、ラインハルトの幕僚下に入る前に既に芸術家としての名声を得ていたとされる。OVA版では、キュンメル男爵との会話で、売れない芸術家だった頃に生活の手段として軍人になったが、芸術家として名声を得た今でも、自身が比類なき芸術であるラインハルトの側にいるために軍人を辞める気は無いと述べている。ラインハルトに仕える経緯も芸術面での人脈からで、無名の芸術家のパトロンとして有名であったヴェストパーレ男爵夫人によるものである。
芸術品や骨董品の収集・保全もまたその範疇にあり、リップシュタット戦役でガイエスブルク要塞の陥落時には、門閥貴族らが集めた美術品の保全にあたる。また、ルビンスキーの火祭りでは芸術品の搬出を行わなかったビッテンフェルトを暗に批判している。

## 演じた人物
アニメ
- 戸谷公次 - わが征くは星の大海
- 土師孝也 - OVA
- 大場真人 - Die Neue These

舞台
- 岡本光太郎 （「銀河英雄伝説 第一章 銀河帝国篇」、2011年上演）